# Catrin Barnsteiner
Catrin Barnsteiner (* 1975) ist eine deutsche Schriftstellerin, Journalistin und Drehbuchautorin.

## Leben
Sie besuchte die Deutsche Journalistenschule in München und arbeitete als Redakteurin bei der Tageszeitung "Die Welt". Als freie Journalistin schrieb sie Essays und Reportagen u. a. für "Die Zeit" und war Kolumnistin der "Bild am Sonntag".
Ihr 2004 erschienener Erzählband "Verglüht" (ISBN 3-86555-006-1) wurde von der Kritik begeistert aufgenommen. Die elf Geschichten im Stil amerikanischer Short Stories erzählen von Menschen in gewöhnlich scheinenden Lebensumständen, die häufig die Kontrolle über ihre Situation verlieren. Gelobt wurde besonders der distanzierte aber detailgetreue Blick der Autorin.